# Antonio Gallego
Antonio Gallego, né à Villennes-sur-Seine (Yvelines) en 1956, est un peintre et plasticien français.

## Biographie
De 1982 à 1987, Antonio Gallego participe au groupe Banlieue-Banlieue qui signe collectivement de nombreuses fresques éphémères peintes sur papier et collées sur les murs des villes,.
Diplômé en 1988 de l’École nationale supérieure des arts décoratifs de Paris, à partir de 1989, il édite sous la forme d’affiches les mots : « un arbre, un nu, un lundi, un ministre, un collaborateur… » qu'il colle sur les murs de Paris et de sa banlieue de façon anonyme. L’attrait de cet anonymat réside dans l’identification de l’action avant celle de l’auteur. L’action urbaine est conçue comme créatrice d’un art libre et public.
En 1996, le mot laisse place à l’image. À partir de ses photographies, il réalise des affiches tirées en sérigraphie : cabane dans les arbres, cachette souterraine, borie, yourte… Ces images collées sur les murs de la ville déclinent des matériaux de demeures ainsi que des usages et des modes de vie. Ces affichages produisent dans l’espace urbain des parasitages contextuels du sens.
Entre 2000 et 2006 suivront d’autres séries d’affiches : « Les déserts » et « Les rituels ordinaires ».
En 2008, il réalise une nouvelle série de cinq sérigraphies autour de « La ville imaginaire » à partir de maquettes d’architecture où il miniaturise des saynètes utopiques.
Artiste aux pratiques polyvalentes, Antonio Gallego travaille régulièrement en équipe sur des projets artistiques à participation dont le collectif aléatoire Tract’eur qui, depuis 1995, invite sur une thématique des artistes à concevoir des tracts tirés chacun à mille exemplaires et les distribuent collectivement à la sortie des bouches de métro ou bien sur les marchés.
À La Force de l'art qui se tient en 2006 au Grand Palais, pour répondre à l’invitation de Hou Hanru sur la question d’Un laboratoire sur un avenir incertain, il participe à la structure collaborative UN NOUS avec d’autres artistes et intervenants pour travailler en commun sur l’idée d’association et de coopération. Cette expérience "UN NOUS" est renouvelée lors de la Xème Biennale de Lyon en 2009.
Depuis 2003, il anime avec José Maria Gonzalez la revue de dessin Rouge Gorge, publication apériodique qui synthétise divers horizons du dessin contemporain.
Il est depuis septembre 2011 enseignant à l’École Nationale Supérieure d'Architecture de Strasbourg.

## Expositions
- 1985 : Avec Banlieue-Banlieue, décors du film I Love You de Marco Ferreri
- 1986 : Avec Banlieue-banlieue, « Galerie de nuit », théâtre Le Palace, Paris
- 1994 : « Médiations », commissariat et publication de Elvan Zabunyan, Stockholm
- 1994 : « Les voisins », musée des beaux-arts de Chartres
- 1996 : « Monument & Modernité », espace Electra, Paris
- 1997 : Biennale de Cetinje, invité par Bernard Marcadé, Monténégro
- 1998 : Résidence en Mongolie, bourse de la mission de la Caisse des dépôts et consignations
- 2000 : Résidence à l'Akademie Schloss Solitude, Stuttgart, Allemagne
- 2001 : « Collective Distribution », galerie Argos et les Halles de Schaerbeek, Bruxelles
- 2001 : Colloque Critique et Utopie, La Criée, Rennes
- 2002 : Biennale de Gwangju, invité par Hou Hanru, Corée du Sud
- 2004 : « Shake », Villa Arson, Nice
- 2004 : « Re : Location », OK Centrum, Linz, Autriche
- 2006 : Biennale de Shenzhen, Hexiang Migart Museum, Chine
- 2006 : La Force de l'art #1, projet UN NOUS, invité par Hou Hanru Grand-Palais, Paris
- 2007 : Participation au M.U.R.
- 2008 : « Zone urbaine partagée », biennale Art Grandeur Nature en Seine Saint-Denis
- 2009 : 10e biennale de Lyon, projet UN NOUS, commissaire Hou Hanru, La Sucrière et musée d'art contemporain de Lyon
- 2009 : La Force de l'art #2, les Virtuels, Grand-Palais, Paris
- 2010 : Festival Bonjour India, Culturesfrance, Chennai, Inde
- 2010 : « Les promesses du passé », vidéo galerie des Locataires, Centre Pompidou, Paris
- 2010 : Festival international de l'affiche et du graphisme de Chaumont
- 2011 : Fondation Kiçik Qalart avec L’Institut Français de Bakou, Azerbaïdjan
- 2012 : « Tracts », Université Rennes II
- 2013 : Rouen impressionnée
- 2013 : Strasbourg : Mythopolis, au Syndicat Potentiel
- 2013 : « Esthétique du livre d'artiste », FRAC. PACA
- 2014 : « Fresh Winds », Gardur, Islande
- 2014 : Institut Français de Fukuoka, Japon
- 2014 : « Not one tree », musée du Saké, Nagano, Japon
- 2015 : « UN NOUS.La Mostra de Givors - 13e Biennale de Lyon Veduta »
- 2016 : « 4e Biennale de Yakoutsk », République de Sakha (Confédération de Russie)
- 2019 : « Noires & Rouges et autres brigades », Institut Cervantes, Paris et Syndicat Pontentiel, Strasbourg
- 2020 : « X », commissariat Claude Closky, FRAC Pays de la Loire
- 2022 : « Black & Red », AQB-Cellar, Budapest

## Œuvres dans les collections publiques
- Collections du Fonds national d'art contemporain : sérigraphies acquises en 2006
- Collections du musée d'art contemporain de Lyon : installation Un Nous (2009)
- Commande publique de la ville de Rouen, quartier de la Grand'Marre, plaques commémoratives Plaques des Deux-Marcel (Duchamp et Lods), inaugurées en 2009